# Ischnodes sanguinicollis
Ischnodes sanguinicollis là một loài bọ cánh cứng trong họ Elateridae. Loài này được Panzer miêu tả khoa học năm 1793.